# 巨細胞動脈炎
巨細胞動脈炎（Giant cell arteritis，GCA），又稱顳動脈炎，為主要進犯大型血管的發炎性疾病。症狀包含頭痛、太陽穴疼痛、流感樣症狀、複视、張口困難（jaw claudication）。併發症包含眼動脈阻塞，造成視力受損、主動脈剝離，以及主動脈瘤等等。巨細胞動脈炎與風濕性多發性肌痛症。
巨細胞動脈炎的詳細致病原因目前尚未闡明。大型動脈的血管滋養管發炎可能為潛在致病機轉。該疾病主要進犯頭頸部的血管，但有時也會進犯胸部的血管。診斷需依據症狀、抽血檢查，及醫學影像進行，若須確診必須進行淺顳動脈的活體組織切片。然而有約10%患者的顳動脈是正常的。
治療上通常會給予高劑量的糖皮质激素，如强的松（prednisone）或泼尼松龙（prednisolone）。症狀緩解後，每兩周可以減少約10-20%的劑量。減藥到一定劑量後，則需減緩減藥速度。為了避免類固醇的副作用，治療上也可以配合雙磷酸鹽類避免骨質流失，或是氫離子幫浦阻斷劑減少腸胃道症狀
巨細胞動脈炎通常只會在50歲以上發生，其中更常見於70歲以上的人。約有15,000分之一的50歲以上患者可能發生。女性、北歐人又較其他族群容易發生。患者的预期寿命通常不受影響。該病於1890年首次為人記述。

## 外部連結
- Mackie, SL; Dejaco, C; Appenzeller, S; Camellino, D; Duftner, C; Gonzalez-Chiappe, S; Mahr, A; Mukhtyar, C; Reynolds, G; de Souza, AWS; Brouwer, E; Bukhari, M; Buttgereit, F; Byrne, D; Cid, MC; Cimmino, M; Direskeneli, H; Gilbert, K; Kermani, TA; Khan, A; Lanyon, P; Luqmani, R; Mallen, C; Mason, JC; Matteson, EL; Merkel, PA; Mollan, S; Neill, L; Sullivan, EO; Sandovici, M; Schmidt, WA; Watts, R; Whitlock, M; Yacyshyn, E; Ytterberg, S; Dasgupta, B. . Rheumatology (Oxford, England). 2020-03-01, 59 (3): e1–e23. PMID 31970405. doi:10.1093/rheumatology/kez672.